# Tablice miąższości drewna okrągłego
Tablice miąższości drewna okrągłego – tablice służące do określenia masy sortymentów drzewnych (drewno okrągłe) drewna leżącego. Najczęściej stosowanymi są tablice do określenia masy na podstawie średnicy środkowej i długości drewna. W pozostałych przypadkach może to być: średnica górna, średnica znamionowa, szerokość i wysokość stosu i liczba sztuk.
W Polsce do określenia masy sortymentów drzewnych stosuje się: tablice opracowane przez Czuraja, wzory dendrometryczne oraz programy komputerowe.